# The Girl Next Door (2004)
The Girl Next Door ist eine US-amerikanische Teenie-Komödie des Regisseurs Luke Greenfield aus dem Jahr 2004. Die Hauptrollen spielen Elisha Cuthbert und Emile Hirsch.

## Handlung
Matthew Kidman gilt als aussichtsreicher Kandidat für ein Stipendium an der Georgetown University. Dazu muss er kurz vor dem Abschlussball der High School eine Rede zum Thema „moralische Charakterstärke“ halten, für die er sich intensiv vorbereitet. Gleichzeitig ist er zutiefst deprimiert über sein eintöniges Leben ohne erinnerungswürdige Momente. Als er für das Jahrbuch der Abschlussklasse einen Text zum Thema „Woran ich mich immer immer erinnern werde…“ schreiben soll, fällt ihm nichts ein.
Doch das Leben des schüchternen Außenseiters ändert sich abrupt, als die attraktive Blondine Danielle für ein paar Wochen ins Nachbarhaus zieht. Er verliebt sich in die junge Frau, die ihn zu einigen verrückten Aktionen drängt. Als ihm sein Freund Eli jedoch mit einem Video zu erkennen gibt, dass seine neue Freundin eine Pornodarstellerin ist, reagiert Matthew schockiert und ratlos. Alle erwarten nun, dass er mit Danielle Sex hat, aber als die beiden in ein Motel fahren, reagiert Danielle wütend, weil Matthew es offenbar doch nur auf ihre körperlichen Vorzüge abgesehen hat.
Dennoch setzt Matthew alles daran, dass Danielle aus dem Geschäft aussteigt und riskiert dabei mehr, als er sich je erträumt hätte. Nachdem er ihren unberechenbaren Produzenten Kelly kennengelernt hat, fährt er zusammen mit seinen Freunden Eli und Klitz zu einer Convention nach Las Vegas. Der Plan, Danielle dort herauszuholen, scheitert und die drei Jungen kehren scheinbar unverrichteter Dinge nach Hause zurück, aber Danielle folgt ihnen und versöhnt sich mit Matthew.
Nachdem die beiden beschlossen haben, gemeinsam zum Abschlussball zu gehen, taucht jedoch am nächsten Tag Kelly auf und erpresst Matthew. Der Produzent bringt den Jungen dazu, mit ihm zusammen bei seinem Ex-Partner Hugo Posh einzubrechen und eine Pornofilm-Auszeichnung zu stehlen, die seiner Meinung nach ihm zusteht. Erst dann will er Danielle ziehen lassen. Während Matthew noch im Haus ist, meldet Kelly den Einbruch bei der Polizei, aber er kann im letzten Moment entkommen. Er kommt gerade noch rechtzeitig zu seiner entscheidenden Rede, wobei er jedoch unter dem Einfluss der Ecstasy-Pillen steht, die Kelly ihm gegeben hat. Er verwirft seine geplanten Äußerungen rund um das JFK-Zitat („Frage nicht, was dein Land für dich tun kann – frage, was du für dein Land tun kannst.“) und improvisiert stattdessen eine Rede, die zu einer Liebeserklärung an Danielle wird. Das erhoffte Stipendium erhält er dadurch allerdings nicht.
Am nächsten Tag hat Kelly das Geld, das die Schule für den Besuch des hochbegabten Samnang aus Kambodscha gesammelt hat, von Matthews Konto gestohlen. Matthew und Danielle überlegen, wie sie die Reise des Asiaten finanzieren können, und vereinbaren mit Kellys Konkurrenten Hugo Posh ein ganz spezielles Projekt: Mithilfe einiger Kameras und Danielles Kolleginnen April und Ferrari drehen Eli und Klitz im Hintergrund des Abschlussballs scheinbar einen Porno. Dabei will Matthew zunächst als Darsteller einspringen, entscheidet sich schließlich jedoch zugunsten von Danielle dagegen.
Danielle und Matthew verbringen die Nacht nach dem Ball zusammen. Doch am Morgen stellt sich heraus, dass Kelly das Videoband gestohlen hat und nun versucht, Matthew erneut zu erpressen. Dieser geht jedoch nicht darauf ein und so führt Kelly den Eltern das Band vor, welches sich als überraschend modernes Aufklärungs-Video für Teenager entpuppt. Die Produktion wird ein Riesenerfolg, Eli wird Regisseur, Klitz fungiert als Darsteller und Matthew verdient Millionen. Er kann sich nun selbst das Studium in Georgetown leisten und bekommt die Frau seiner Träume, Danielle, noch dazu.

## Hintergrund
- Ursprünglich sollten die bekannten Pornodarstellerinnen Briana Banks und Jenna Jameson einen Auftritt im Film haben.
- Luke Greenfield hat als Regisseur des Pornofilms, der am Ende des Films gedreht wird, einen Cameo-Auftritt.
- Im Video-Raum hängen Plakate für andere Filme der Produktionsfirma 20th Century Fox: Alien, Planet der Affen, Rocky Horror Picture Show und X-Men 2.
- Der Film hat viele Parallelen zur Teenager-Komödie Lockere Geschäfte mit Tom Cruise sowie zu Almost legal – Echte Jungs machen’s selbst.

## Kritik
„Teenager-Komödie, die verborgene Subtexte des Genres zum Vorschein bringt und deren doppelte Moral anzuprangern versucht. Letztlich bleibt der Film aber zu sehr an der Oberfläche und plündert lediglich den Bilderkanon der Porno-Branche für die eigenen Zwecke.“

## Auszeichnungen
- Nominierungen bei den MTV Movie Awards 2005

Bester Filmkuss – Elisha Cuthbert & Emile Hirsch
Durchbruch Darstellerin – Elisha Cuthbert
- Nominierung für den Teen Choice Award 2004

Choice Movie Your Parents Didn’t Want You to See
- Nominierung für den Golden Satellite Award

Bestes DVD-Extra (Kommentar)

## Verwendete Soundtracks
- Love On A Real Train – Tangerine Dream
- Under Pressure – David Bowie and Queen
- Angeles – Elliott Smith
- The Killing Moon – Echo & The Bunnymen
- Jump Into The Fire – Harry Nilsson
- Something In The Air – Thunderclap Newman
- The Field – Christopher Tyng
- Slayed – Overseer
- Take A Picture – Filter
- No Retreat – Dilated Peoples
- This Year’s Love – David Gray
- If It Feels Good Do It – Sloan
- Bendy Karate – Phreak E.D.
- Electric Lady Land – Fantastic Plastic Machine
- Suffering – Satchel
- Dick Dagger’s Theme – PornoSonic
- Dopes To Infinity – Monster Magnet
- Break Down The Walls – Youth of Today
- Spin Spin Sugar (Radio Edition) – Sneaker Pimps
- Big Muff – Pepe Deluxe
- Song For a Blue Guitar – Red House Painters
- Twilight Zone – 2 Unlimited
- Get Naked – Methods of Mayhem
- Mondo ’77 – Looper
- Think Twice – Ralph Myerz & The Jack Herren Band
- This Beat Is Hot – B.G. The Prince Of Rap
- Turn Of The Century – Pete Yorn
- Stay In School – Richard Patrick
- Funk #49 – James Gang
- Lady Marmalade – Patty LaBelle
- Christmas Song – Mogwai
- Sweet Home Alabama – Lynyrd Skynyrd
- Arrival – Mark Kozelek
- What’s Going On – Marvin Gaye
- Hootchie Cootchie Man – Muddy Waters
- Purple Haze – Groove Armada
- Lapdance – N.E.R.D
- Everytime I Think Of You (I Get High) – Phreak E.D.
- Lucky Man – The Verve
- Sparrows Over Birmingham – Josh Rouse
- Atlantis – Donovan
- Baba O’Riley – The Who
- Maybe You’re Gone – Binocular
- One Fine Day – Alastair Binks